# Comté de Wright (Minnesota)
Pour les articles homonymes, voir Comté de Wright.

Localisation du comté de Wright sur la carte du Minnesota.

Le comté de Wright est l'un des comtés du Minnesota. Le chef-lieu de comté se situe à Buffalo. Le comté a été fondé en 1855.

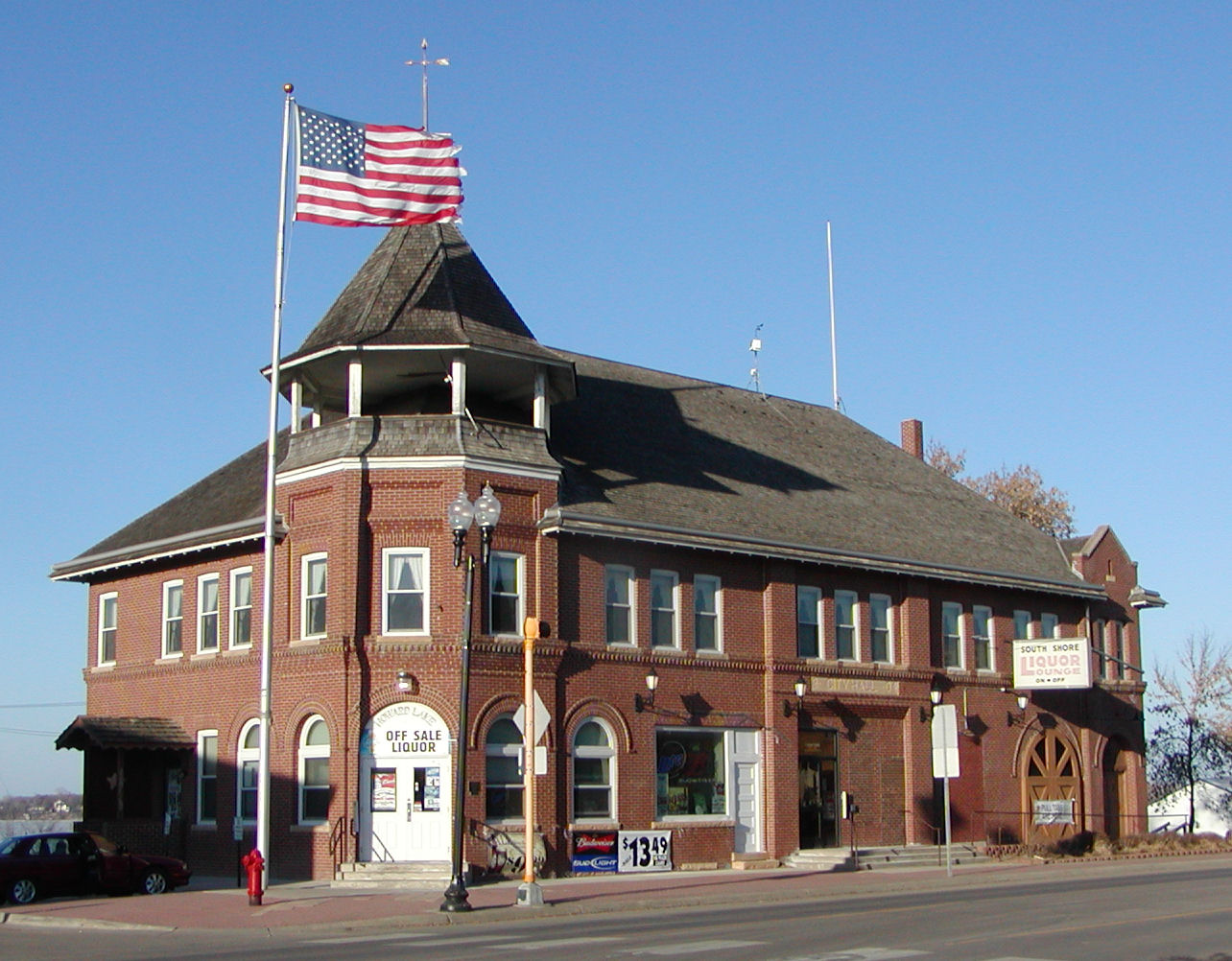
Hôtel de ville de Howard Lake.

## Comtés adjacents
- comté de Sherburne au nord-est,
- comté de Hennepin à l'est,
- comté de Carver au sud-est,
- comté de McLeod au sud-ouest,
- comté de Meeker à l'ouest,
- comté de Stearns au nord-ouest,

## Municipalités du comté
- Albertville,
- Annandale,
- Buffalo,
- Clearwater †,
- Cokato,
- Dayton ‡,
- Delano,
- Hanover †,
- Howard Lake,
- Maple Lake,
- Monticello,
- Montrose,
- Otsego
- Rockford †,
- South Haven,
- St. Michael,
- Waverly,

### Townships
- Township d'Albion,
- Township de Buffalo,
- Township de Chatham,
- Township de Clearwater,
- Township de Cokato,
- Township de Corinna,
- Township de Franklin,
- Township de French Lake,
- Township de Maple Lake,
- Township de Marysville,
- Township de Middleville,
- Township de Monticello,
- Township de Rockford,
- Township de Silver Creek,
- Township de Southside,
- Township de Stockholm,
- Township de Victor,
- Township de Woodland,

### Ville fantome
- Dickinson,